# 奥飛騨温泉郷

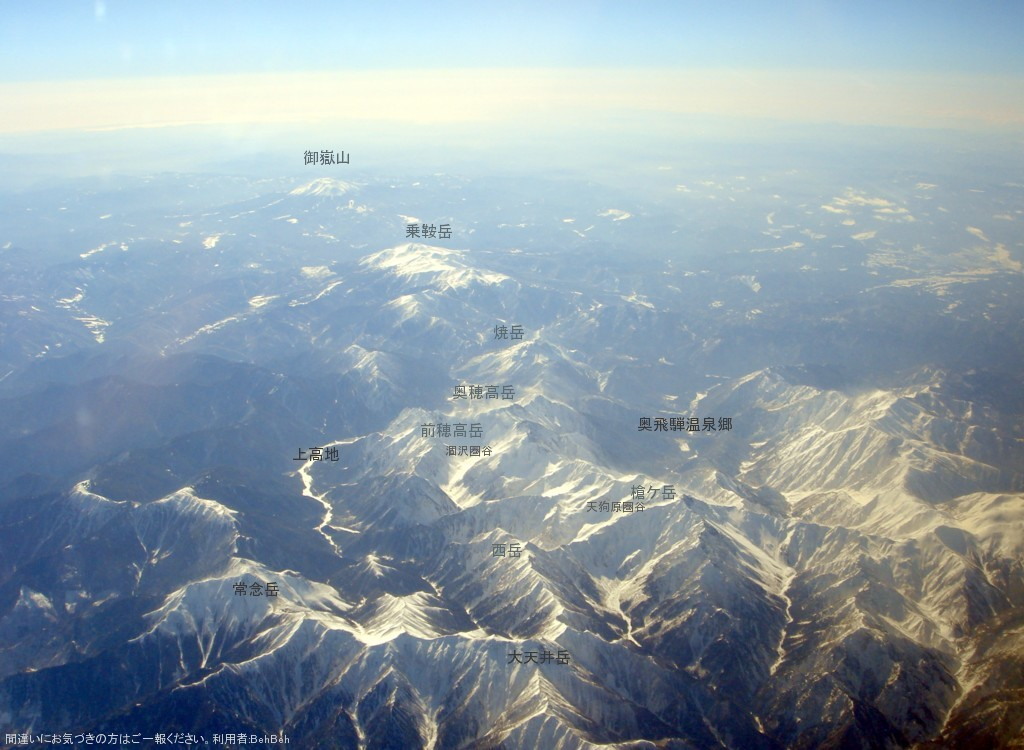
北アルプスの懐に位置する奥飛騨温泉郷。穂高連峰を挟んで上高地と対する位置にある。

奥飛騨温泉郷（おくひだおんせんごう）は、岐阜県高山市（旧国飛騨国）にある5つの温泉の総称（温泉郷）である。平湯温泉、福地温泉、新平湯温泉、栃尾温泉、新穂高温泉から構成されている。

## 概要
1964年6月11日には平湯温泉が、1968年11月19日には平湯以外の郷内の温泉が国民保養温泉地に指定された。旧上宝村が高山市に合併した際、村を北西と南東に分け、住所の表示を北西部は上宝町、南東部は奥飛騨温泉郷とした。国道158号の安房トンネルと平湯トンネルの間にある平湯温泉を起点に、国道471号沿いに栃尾温泉までが点在する。栃尾温泉から蒲田川沿いに上流へ上がっていくと新穂高温泉がある。
郷内全体の各温泉を総計した場合では、別府温泉、由布院温泉に次ぐ毎分44,000リットル超の豊富な湧出量があり、郷内の各温泉には無料または寸志で入浴可能な共同浴場、露天風呂が多く存在する。
奥飛騨温泉郷では、毎年6月26日を「6.26（ロ・テン・ブロ）」の日とし、温泉郷内の指定露天風呂を無料開放するイベントを実施している。また、10月上旬から下旬にかけての紅葉も見所になっており、奥飛騨温泉郷の紅葉は、飛騨・美濃紅葉三十三選に選ばれている。
近年、温泉をモチーフにした2次元キャラクター「奥飛騨五十鈴」と「平湯みつば」（温泉むすめ）が温泉のPRに活用されている。2024年4月14日には、奥飛騨五十鈴と平湯みつばの妹分として、福地温泉をPRする「福地珊瑚」がデビューしている。

## 郷内の温泉
- 平湯温泉
- 福地温泉
- 新平湯温泉
- 栃尾温泉
- 新穂高温泉